# Non-binarité
Ne doit pas être confondu avec Intersexuation, Androgynie, Bisexualité ou Transidentité.
Non-binarité est un terme générique utilisé en sciences sociales et dans le lexique LGBT+ pour catégoriser les différentes identités de genre non binaires ou genderqueer qui ne s'inscrivent pas dans une norme binaire, c'est-à-dire que les personnes non binaires ou genderqueer ne s'identifient ni strictement homme, ni strictement femme, mais entre les deux, un mélange des deux, ou aucun des deux.
Les personnes non binaires peuvent choisir d'adopter des pronoms personnels différents pour se désigner, changer de prénom, adopter une expression de genre différente de celle de leur genre assigné à la naissance. En plus d'une éventuelle transition sociale, certaines choisissent également de réaliser une transition médicale.
La non-binarité est rarement reconnue officiellement ; en 2023, 16 pays dans le monde reconnaissent un genre non binaire ou permettent la mention de « troisième sexe » dans leur état civil.

## Définitions

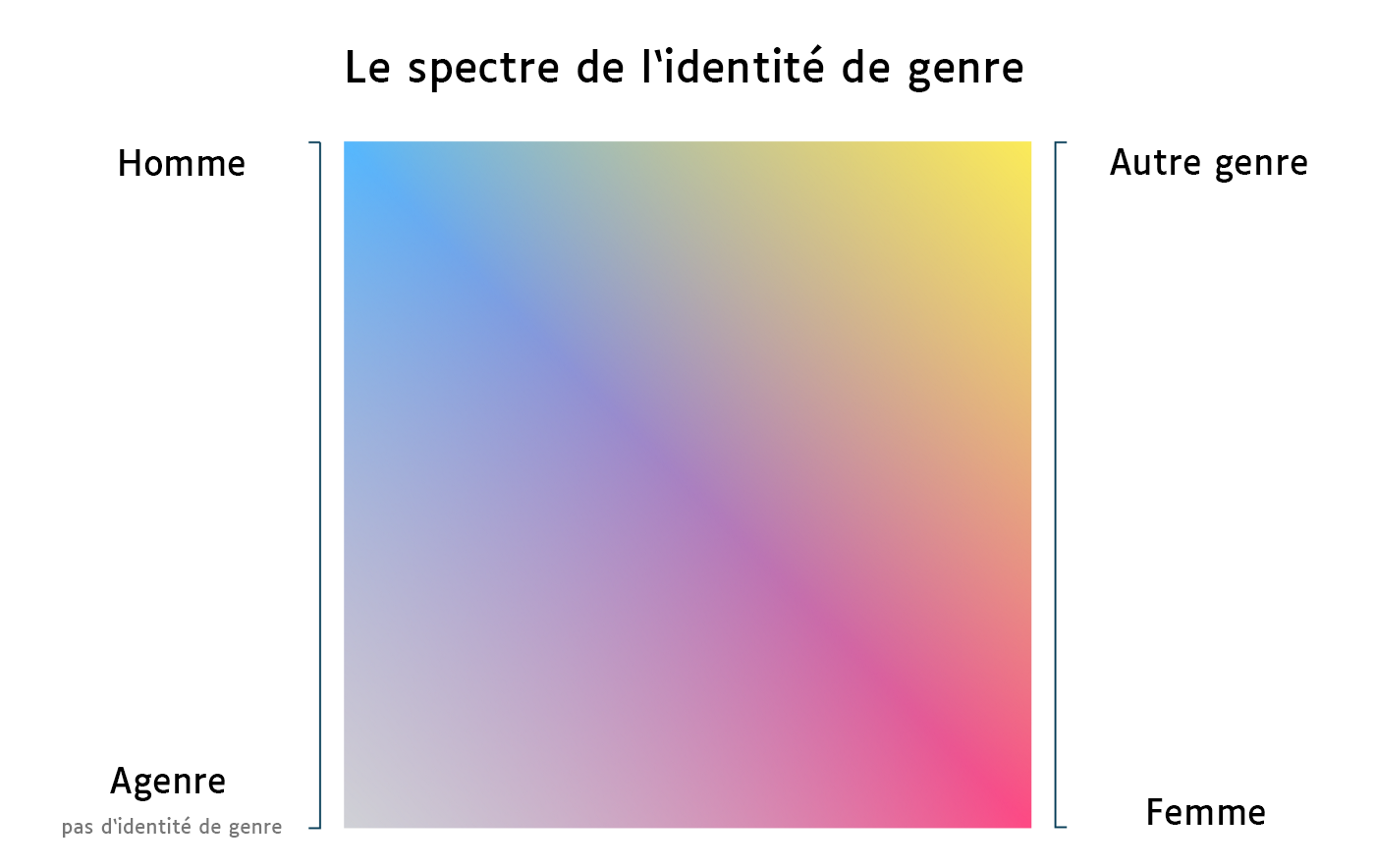
Un graphique illustrant le spectre de l'identité de genre : homme en haut à gauche, femme en bas à droite ; agenre en bas à gauche, autres genres en haut à droite.

La non-binarité est un terme générique qui englobe plusieurs réalités. Selon Matsuno et Budge, elle inclut les personnes qui s'identifient en dehors des identités masculine et féminine ou qui s'identifient comme ayant une identité de genre située entre ces deux points, mais aussi les personnes qui s'identifient soit homme soit femme à des périodes différentes, ainsi que les personnes qui rejettent toute identité de genre, voire qui ne ressentent aucune identité de genre. Il ne s'agit pas d'une définition exclusive.

### Identités de genre
De nombreux néologismes se développent pour désigner des identités non-binaires. Selon Matsuno et Budge, ces termes changent et évoluent rapidement.
Oliver Rowland montre que le terme « intergenre » apparaît au début du XXIe siècle, avant que le lexique ne s'élargisse, bénéficiant de nombreux relais et groupes de discussion sur les réseaux sociaux. Suivant le modèle de son glossaire on peut distinguer les termes suivants :
- agenre : « Personne qui ne se reconnaît dans aucune identité de genre. Variation de la non-binarité »[3]. Une personne agenre s'identifie comme n'ayant pas d'identité de genre. D'après Karine Espineira, l'identité agenre est « le refus probablement le plus affirmé d’un marqueur de genre[4] » ;
- bigenre : une personne bigenre est une personne qui s'identifie à deux genres à la fois[5],[6] ;
- bispirituel (two-spirit) : terme utilisé par des autochtones nord-américains pour désigner les personnes non conformes dans le genre[1],[7],[8],[9] ;
- demi-genre (demiboy/demigirl) : personne se reconnaissant à la fois dans un genre binaire et un genre neutre ;
- genre fluide (genderfluid) : « Personne dont le genre varie au cours du temps »[3]. L'expression met l'accent sur la fluidité du genre, les personnes pouvant se définir d'une façon ou d'une autre à différents moments, sans se sentir obligées de s'inscrire dans un genre particulier[4],[10],[11]. Le terme englobe toutes les personnes qui ne se sentent ni tout à fait homme ni tout à fait femme, ou à la fois homme et femme, et qui ne se sentent pas bien décrits par la catégorisation binaire entre masculin et féminin[12]. L'affirmation d'une identité de genre fluide est très visible dans le milieu de la mode[13],[14],[15],[16] ;
- genderqueer : « au-delà de la binarité de genre », souvent synonyme de non binaire[9]. Le terme est plus utilisé à l'international qu'en France[9].

Symbole neutrois.

- neutrois : L'expression « neutrois » qualifie une identité de genre qui est neutre[17],[18]. C'est une troisième catégorie à part du féminin et du masculin. Contrairement à l'absence de genre, les personnes se définissant comme "neutrois" expriment un vécu de genre et un sens du genre, mais qui n'est ni féminin, ni masculin, ni entre les deux ;
- non binaire : « Personne qui ne se reconnaît pas dans le genre qui lui a été assigné à la naissance, mais pas entièrement dans le genre opposé. Se situe en dehors des normes du féminin et du masculin »[3] ;
- pangenre : « rencontre des êtres au-delà du genre même »[9] ;
- trans* : les anglophones utilisent « trans* » (avec un astérisque) pour qualifier toutes les identités de genre non-standard : genderfluid, agenre, transgenre, etc.[19],[20],[21]. Le mot « trans » devient alors un terme parapluie pour toutes les personnes ne s'identifiant pas dans le genre qu'on leur a attribué à la naissance.
- transgenre ou trans : personne s'identifiant dans un genre différent du genre assigné à la naissance[3] ;
- transféminin ou transmasculin : peut être utilisé par des personnes pour décrire un aspect de féminité ou de masculinité dans leur identité[22].

On retrouve aussi le terme xénogenre qui est utilisé pour se référer à un ensemble de genres qui sont définis à partir de métaphores liées à des concepts, à la nature, à l’espace, etc.

### Confusions fréquentes
Dans le lexique LGBT+, l'identité de genre non binaire renvoie au genre auquel la personne s'identifie. L'androgynie fait référence à une expression de genre, une apparence ni féminine ni masculine, tandis que l'intersexuation concerne les caractéristiques sexuelles (anatomiques, chromosomiques, etc.) d'une personne. Une personne non binaire n'a pas forcément une apparence androgyne, et n'est pas nécessairement intersexe.
L'identité de genre est indépendante de l'orientation sexuelle ou romantique : toutes les personnes, y compris celles qui se considèrent non binaires, peuvent être hétérosexuelles, homosexuelles, bisexuelles, asexuelles, etc.

## Histoire

### AuXXIesiècle

#### En Occident
Em Matsuno, docteur en philosophie à l'université d'État de l'Arizona et Stephanie Budge, de l'université de Louisville, notent en 2017 que l'identité non binaire n'est pas reconnue dans la plupart des sociétés occidentales. Les médias occidentaux, particulièrement ceux en ligne et orientés vers la jeunesse, sont en général plus favorables aux personnes non binaires que les médias mainstream qui les présentent comme « l'autre » en adoptant le point de vue de la norme,,.

#### Hors Occident
Des identités ou des expressions de genre en dehors de la binarité de genre existent dans différentes cultures et époques,,. Selon Maria Lugones, certaines sociétés pré-coloniales comme celle des Yorubas ou certaines sociétés autochtones en Amérique du Nord possèdent des systèmes de genre différents de ceux de l'Occident. D'autres n'utilisent pas leur système de genre comme principe d’ordonnancement du pouvoir,. Pour autant, si dans les sociétés pré-coloniales d'Afrique ou d'Amérique le patriarcat prenait des formes différentes et si le système de genre occidental et colonial ne pouvait par définition être présent, les féministes africaines modernes tendent à y reconnaître l'existence de systèmes similaires, bien que différant dans leurs intensités et moyens de construction[C'est-à-dire ?],.
Le terme troisième genre est utilisé en anthropologie pour désigner des identités de genre dans certaines cultures ne s'inscrivant pas dans la binarité homme-femme.

## Taille de la population concernée
Étant donné que la définition de la non-binarité recouvre plusieurs ressentis et que la plupart des études envisagent le genre sous un aspect binaire, l'envergure de la population non binaire est difficile à mesurer. Néanmoins, des études ont été menées afin de mesurer la proportion d'une population qui aurait une identité de genre non binaire.

### Dans l'ensemble de la population
En 2014, aux Pays-Bas, au sein de la population générale, 4,6 % des personnes assignées hommes à la naissance et 3,2% de celles assignées femmes d'un large échantillon se reconnaissent dans une « ambivalent gender identity » (identité de genre ambivalente).
En 2017, selon une étude menée en région flamande (Belgique), 1,8 % des personnes assignées hommes à la naissance et 4,1 % de celles assignées femmes se retrouvent dans une identité de genre non binaire,.
En 2018, un sondage réalisé en France indique que 6 % des personnes interrogées ne se considèrent « ni homme ni femme »,. Un autre sondage réalisé en France chez des personnes de 18 à 30 ans indique que 13 % des personnes interrogées ne s'identifient ni comme homme ni comme femme,. Une étude menée en Suisse en 2021 sur un échantillon de 2 690 personnes montre que 0,4 % des personnes interrogées se définissent explicitement en dehors de la binarité de genre. Toutefois, la façon dont les questions sont posées influe sur le résultat : dans cette même étude, 12 % des adultes interrogés indiquent se sentir à la fois homme et femme et 5 % ont une identité de genre différente de leur genre assigné à la naissance.
Aux États-Unis, une note de 2021 du laboratoire d'idées Williams Institute basé à UCLA School of Law, estime le nombre d'adultes LGBTQ non binaires (entre 18 et 60 ans) dans le pays à 1,2 million[source insuffisante].
En 2021, le Canada est le premier pays du monde à identifier les personnes trans et non binaires dans son recensement de la population. 41 355 personnes non binaires sont recensées officiellement dans le pays, ce qui représente environ 0,11% de la population canadienne (la population canadienne étant aux alentours de 37 millions de personnes en 2021). 

### Parmi les personnes LGBT+
Le pourcentage de personnes non binaires varie selon les études entre un tiers et environ la moitié des personnes transgenres. Estimé à 35 % selon James et al. (2016), ce pourcentage est probablement sous-estimé étant donné que toutes les personnes non binaires ne se définissent pas comme transgenres.
Une étude de 2008 de la National Transgender Discrimination Survey a constaté que les personnes non binaires étaient plus susceptibles d'être racisées (30 % contre 23 %) que les personnes transgenres binaires (89 % vs 68 %), et plus susceptibles d'avoir moins de quarante-cinq ans,.

## Parcours et transition
Le parcours des personnes non binaires est varié.
Selon les cas, les personnes non binaires cherchent à s'éloigner de certains marqueurs physiques associés à leur genre assigné, à combiner des caractéristiques à la fois masculines et féminines, ou bien recherchent à adopter une apparence transféminine ou transmasculine, à l'opposé du genre qui leur a été assigné à la naissance[source insuffisante], que ce soit grâce à des procédures médicales ou non.

### Transition sociale
Selon des personnes non binaires, plusieurs pratiques existent :
- changement de pronoms[38]
- changement de prénom (à l'usage, à l'état civil)[38]
- modification de l'expression de genre et de son apparence vestimentaire[46]
- modification de la voix par le biais de l'orthophonie[47]

### Transition médicale
La transition médicale peut prendre la forme d'un traitement hormonal de substitution (hormonothérapie) ou d'opérations chirurgicales. Certaines personnes recherchent une expression de genre plus neutre tandis que d'autres cherchent à s'éloigner davantage des marqueurs physiques associés à leur genre assigné.
Toutes les personnes non binaires ne souhaitent pas réaliser une transition médicale visant à modifier leur apparence physique,. D'ailleurs, la transition médicale concerne moins de personnes non binaires que de personnes transgenres binaires. Aussi, les personnes non binaires ne désirent pas toutes les mêmes changements physiques. En effet, certaines cherchent à altérer certaines caractéristiques corporelles qu'elles jugent dysphoriques, tandis que d'autres ne sont pas préoccupées de la même façon par celles-ci.
L'hormonothérapie est utilisée pour que la personne développe des caractères sexuels secondaires du genre auquel elle s'identifie, ou pour altérer ses propres caractères sexuels secondaires, rattachés à l'autre genre. Cela se traduit notamment par la prise d’hormones féminisantes (œstrogène) pour les personnes assignées homme à la naissance et la prise d'hormone masculinisantes (testostérone) pour les personnes non binaires assignées femmes à la naissance. Selon les besoins, cette hormonothérapie est similaire à celle proposée aux femmes ou aux hommes trans, mais les dosages peuvent être plus faibles, ou bien uniquement mis en place sur une période limitée dans le but de ne développer que certains effets provoqués par les hormones.

## Problèmes spécifiques aux personnes non binaires

### Santé mentale
À l'instar de la transidentité, la non-binarité n'est pas considérée comme une pathologie psychiatrique. En revanche, la souffrance psychologique qu'elle peut engendrer est mentionnée dans la cinquième édition du DSM, le manuel diagnostique et statistique des troubles mentaux, sous le nom de dysphorie de genre. Au sein de la classification internationale des maladies, l'incongruence de genre dans laquelle les personnes non binaires peuvent appartenir ne fait plus partie des maladies mentales depuis 2018, mais relève du chapitre sur les conditions liées à la santé sexuelle,. Dans les pays où elles font autorité, ces classifications permettent aux personnes non binaires de prétendre à certaines prises en charge médicales. Comme pour les autres personnes transgenres, les personnes non binaires sont, également, confrontées à des problèmes relatifs à la santé mentale et à la détresse psychologique, comme l'anxiété, la dépression, l'automutilation et le suicide, conséquences du stress de faire partie d'une minorité. 43 % des personnes non binaires ont ainsi fait une tentative de suicide. Les personnes non binaires peuvent avoir tendance à cacher leurs problèmes psychologiques de peur de ne pas avoir accès aux soins médicaux appropriés, d'être incomprises, de recevoir des questions inappropriées ou bien que l'on se concentre sur leur identité de genre au détriment du reste. Il n'est pas montré que le fait d'être non binaire est plus souvent associé à certains problèmes ou conditions psychologiques, bien que les personnes trans, et par conséquent non binaires, soient surreprésentées parmi les personnes autistes.
Peu d'études portent sur la santé mentale des personnes non binaires et seulement sur celles s'identifiant aussi comme transgenres. En comparaison avec les personnes trans binaires (FtM, MtF), celles non binaires feraient face à un stress plus important et spécifique à leur identité de genre associé à une plus forte suicidalité,.
Poirier et al., 2019, estiment les difficultés psychiques des personnes non binaires « plus ou moins équivalentes à celles rencontrées chez les jeunes transgenres binaires ».

### Non-binarité dans la langue
Les personnes non binaires peuvent choisir d'employer des pronoms neutres, ou bien une combinaison de pronoms genrés, ou encore décider de n'employer aucun pronom pour se désigner. Les pronoms utilisés également peuvent varier pour correspondre à l'identité de genre de la personne en fonction de la période. Leur emploi dépend à la fois de l'adéquation ressentie par la personne entre son identité et le ou les pronoms utilisés, ainsi que de l'environnement dans lequel la personne non binaire évolue.
Les langues romanes, comme l'espagnol, l'italien, le portugais ou le français, sont des langues très genrées, dans lesquelles l'adoption de formes non binaires ou non genrées n'est pas toujours facile ou acceptée.

#### Allemand
En allemand, certaines personnes non binaires utilisent le pronom anglais they et conjuguent le verbe allemand au singulier. D'autres préfèrent le pronom singulier sier, contraction du pronom féminin sie et du pronom masculin er. Il existe de nombreux autres pronoms utilisés de manière minoritaire.

#### Anglais
Certaines personnes non binaires préfèrent utiliser des pronoms neutres, comme le « they » singulier,,,,,, élu « mot de la décennie » (2010-2020) par l’American Dialect Society. Indya Moore, par exemple, se définit comme non binaire et préfère l'utilisation du pronom they singulier. D'autres pronoms sont également employés en anglais, comme zie/hir/hirs, xe/xem/xyr, et ey/em/eir.
En anglais, depuis 2015, le titre de civilité Mx peut remplacer Mr (Monsieur) ou Mrs (Madame), pour éviter d'indiquer le genre de la personne. Un éditeur de l'Oxford English Dictionary explique qu'il s'agit d'un « exemple de la façon dont la langue anglaise s'adapte aux besoins des personnes, leur permettant d'utiliser la langue d'une façon qui leur convient, plutôt que de laisser la langue leur imposer leur identité ».

#### Espagnol
En espagnol, les personnes non binaires utilisent souvent des terminaisons neutres comme -e ou -x (ce qui donne le pronom elle ou ellx). Ces formes sont refusées par l'Académie royale espagnole (RAE), mais acceptées de plus en plus par les universités et d'autres institutions.

#### Français

##### Genre neutre et traces du neutre
En français, le genre grammatical neutre issu du système de genre latin ne subsiste que sous forme de traces, (ce, ceci, cela, l'adjectif pis). Toutefois, des propositions d'un genre grammatical neutre existent (système al d'Alpheratz, celui de Florence Ashley),, ainsi que des typographies inclusives (les fontes non binaires Cirrus Cumulus et VG500 de « la collective » franco-belge Bye Bye Binary, la police inclusive de Tristan Bartolini).

##### Français neutre et néologie
Florence Ashley distingue deux possibilités de neutralisation : l'approche modulaire où le choix des stratégies de français neutre est libre (facilité d'adoption et d'apprentissage de par sa flexibilité), et l'approche systémique, où le choix de celles-ci est fixé par un ensemble de règles (plus rigoureuse et ainsi plus apte à être adoptée institutionnellement).
Les personnes non binaires peuvent utiliser des néologismes (néopronoms, néoarticles, des pronoms ou des articles non genrés). Il s'agit d'un choix qui varie selon chaque personne non binaire.
|                            | Masculin      | Feminin     | Formes non binaires                                                                    |
| -------------------------- | ------------- | ----------- | -------------------------------------------------------------------------------------- |
| Pronom personnel singulier | il            | elle        | al, ael, aël, æl, elli, em, el,, iel, ielle, ille, i, im, ol, olle, ul, ulle, yel, yol |
| Pronoms toniques           | lui/ eux      | elle/ elles | al/ auz, elleux,, ellui, euxes                                                         |
| Articles définis           | le            | la          | lae,, læ, lea, le.a, le-a, la-e, li, lia, lo, lu, ly, l'                               |
| Articles indéfinis         | un            | une         | an, im, om, on, um,, un.e, uno, unu, yn                                                |
| Déterminant possessif      | mon/ ton/ son | ma/ ta/ sa  | man/ tan/ san, maon/tan/saon ma.on/ ta.on/ sa.on mo/ to/ so,                           |

| Catégorie                                 | Français genré                 | Approche modulaire (termes apparemment les plus communs au Québec) | Système proposé        |
| ----------------------------------------- | ------------------------------ | ------------------------------------------------------------------ | ---------------------- |
| Pronoms personnels                        | Elle, il, lui, elles, ils, eux | Iel, iels, ille, illes, ellui, elleux                              | Al/ lu, als/ auz       |
| Pronoms démonstratifs                     | Celle, celui, celles, ceux     | Cellui, celleux, ceuzes                                            | Cial/ céal, çauz       |
| Articles définis                          | La, le                         | Laa, læ, lea                                                       | Lo, lu                 |
| Articles indéfinis                        | Une, un                        | Un·e, an                                                           | An                     |
| Articles contractés                       | Au, du                         | À lea, de lea, à læ, de læ                                         | À lo/ lu, de lo/ lu    |
| Déterminant démonstratif                  | Cette, ce, cet                 | Cet·te                                                             | Ço                     |
| Déterminants possessifs                   | Ma, ta, sa, mon, ton, son      | Man, tan, san, maon, taon, saon                                    | Mo/ mu, to/ tu, so/ su |
| Déterminants interrogatifs et exclamatifs | Quelle, quel                   | Quel·le, quæl                                                      | Quial/ quéal           |
| Autre/plusieurs                           | Toute, tout, toutes, tous      | Tout·e, tou·te·s, touz                                             | Toutx, touz            |

#### Polonais
En polonais, il existe le pronom neutre ono, qui n'est cependant pas obligatoire pour conjuguer un verbe.

#### Suédois
Le pronom neutre « hen »,, apparu dans les années 1960 dans les milieux féministes, sert à désigner une personne de manière non sexuée en suédois. Ce pronom entre en 2015 dans le dictionnaire de l'Académie suédoise.

## Discrimination envers les personnes non binaires

### Enbyphobie
Le rejet des personnes non binaires est appelé « enbyphobie », un néologisme formé à partir des initiales de Non Binaire, NB, prononcées à l'anglaise,. Les personnes non binaires font face aux difficultés propres à une société organisée de manière genrée et binaire dans la plupart de ses aspects, en passant par la langue, les vêtements ou les toilettes. Elles font également l'objet de micro-agressions liées à leur identité de genre. La non-binarité d'une personne peut provoquer d'intenses réactions de rejet en milieu scolaire ou familial. Les personnes non binaires rencontrent également des difficultés dans les rencontres amoureuses : leur identité de genre est souvent mal comprise, peu respectée ou fétichisée.
Une étude américaine de 2008 de la National Transgender Discrimination Survey a montré que les personnes genderqueer et non binaires étaient plus susceptibles de subir des agressions physiques (32 % contre 25 %), de faire l'expérience de brutalité policière et de harcèlement (31 % contre 21 %), et de se voir refuser un traitement médical en raison de la discrimination (36 % contre 27 %) par rapport aux personnes transgenres qui s'identifiaient dans la binarité de genre (c'est-à-dire, en tant qu'hommes et femmes). Cette étude a par ailleurs montré que ces personnes étaient plus susceptibles d'être racisées (30 % contre 23 %) et jeunes (de moins de 45 ans), que les personnes transgenres binaires (89 % vs 68 %). Dans une autre étude menée par le National LGBTQ Task Force, les sondés qui se sont identifiés comme n'étant ni homme ni femme, étaient moins susceptibles d'être Blancs, et plus susceptibles d'être multiethniques, Noirs ou Asiatiques, mais moins susceptibles d'être d'origine hispanique et latino-américaine par rapport aux personnes qui se sont identifiées comme étant masculines ou féminines. 20 % des individus non binaires vivaient avec le plus bas niveau de revenu.
La sociologue franco-chilienne Karine Espineira explique que ce rejet existe parce que la société est profondément binaire et patriarcale, et que certaines personnes traditionalistes craignent un chamboulement de « l'ordre des genres », que la non-binarité dérange. De même, le sociologue français Éric Fassin explique que, dans une société dont l'évolution inquiète, certaines personnes peuvent vouloir se raccrocher à ce qui ne change pas. En cherchant dans la nature et dans l'idée que l’humanité est naturellement divisée en deux groupes, elles trouvent « une impression de stabilité dans un monde de moins en moins stable. » Le philosophe Thierry Hoquet, estime que cette opposition à la non-binarité est essentiellement générationnelle, les plus jeunes « éprouvant une certaine jouissance à dynamiter l’ordre établi », tandis que les plus âgés refusent ce qu'ils considèrent comme une révolution.
Florence Ashley note que des enjeux tels que l’accès aux soins de santé, le harcèlement, la discrimination et la violence sont les mêmes pour les personnes non binaires et pour les personnes trans. Mais Karine Espineira estime que ce rejet est sans commune mesure avec « la transphobie que peut vivre une personne trans quand elle fait sa transition, qui est d’une violence inouïe dans l’espace public [et] familial. »

### Discrimination juridique

#### États-Unis
Les personnes non binaires ont un niveau d'études supérieur à la moyenne des américains. Cependant, 90 % des personnes non binaires subissent de la discrimination, qui s'exprime notamment à travers le harcèlement en milieu professionnel. De plus, 19 % des personnes genderqueer déclarent avoir perdu leur emploi en raison de leur identité de genre.
La non-binarité étant une identité de genre émergente, il n'existe pas de lois interdisant spécifiquement la discrimination envers les personnes non binaires. Cependant, le Titre VII et la version proposée de l'Employment Non-Discrimination Act utilise des termes tels que « identité de genre » et « expression de genre » qui sont des catégories dans lesquelles tombent les personnes de genre non binaire, car leur expression de genre ne puisse pas être définie comme masculine ou féminine.
Douze États américains disposent d'une législation qui interdit la discrimination basée sur l'identité de genre. Les personnes non binaires subissent davantage d'agressions physiques et sexuelles et de harcèlement par la police que celles qui s'identifient comme des hommes ou des femmes, probablement en raison de leur expression ou présentation de genre.

#### Royaume-Uni
La non-binarité n'est pas reconnue comme un genre au Royaume-Uni[source insuffisante]. La loi de 2004 sur la reconnaissance du genre a permis aux personnes non binaires de s'adresser au Gender Recognition Panel afin de faire légalement reconnaître leur genre sur les documents administratifs. Pour cela, il est nécessaire d'avoir vécu dans son genre depuis au moins deux ans et d'avoir un diagnostic de dysphorie de genre ou d'avoir réalisé des interventions de réassignation de genre[source secondaire nécessaire].
En 2006, quand la loi Identity Cards Act 2006 a été introduite, les documents ont été transmis aux résidents du Royaume-Uni et ont été liés à leur enregistrement dans la base nationale de l'identité (« National Identity Register »). Lorsque la question des personnes transgenres et de leur genre assigné par rapport à leur genre ressenti est apparue, il a été dit que deux cartes seraient fournies à ces personnes, chacune ayant un marqueur de genre.

### Discrimination à la santé

#### États-Unis
14 % de personnes[Quand ?] non binaires ont indiqué avoir subi de la discrimination pour les soins médicaux. En conséquence, ces personnes ont également été « plus susceptibles d'éviter tous soins quand elles étaient malades ou blessées à cause de leur crainte de subir de la discrimination. ».

#### Royaume-Uni
Dans une enquête similaire menée par UK Trans Info[Quand ?], la grande majorité des répondants non binaires ont rapporté « la crainte d'être refusé » comme le principal obstacle pour ne pas demander des soins médicaux. De nombreux répondants ont indiqué leur angoisse de subir un déni de leur identité, ou « de devoir faire semblant d'être quelqu'un qu'ils ne sont pas » afin de recevoir un traitement. Ainsi, 20 % ont déclaré s'automédicaliser plutôt que de faire appel au système de santé.

## Législation

### Mention d'un genre neutre à l'état civil

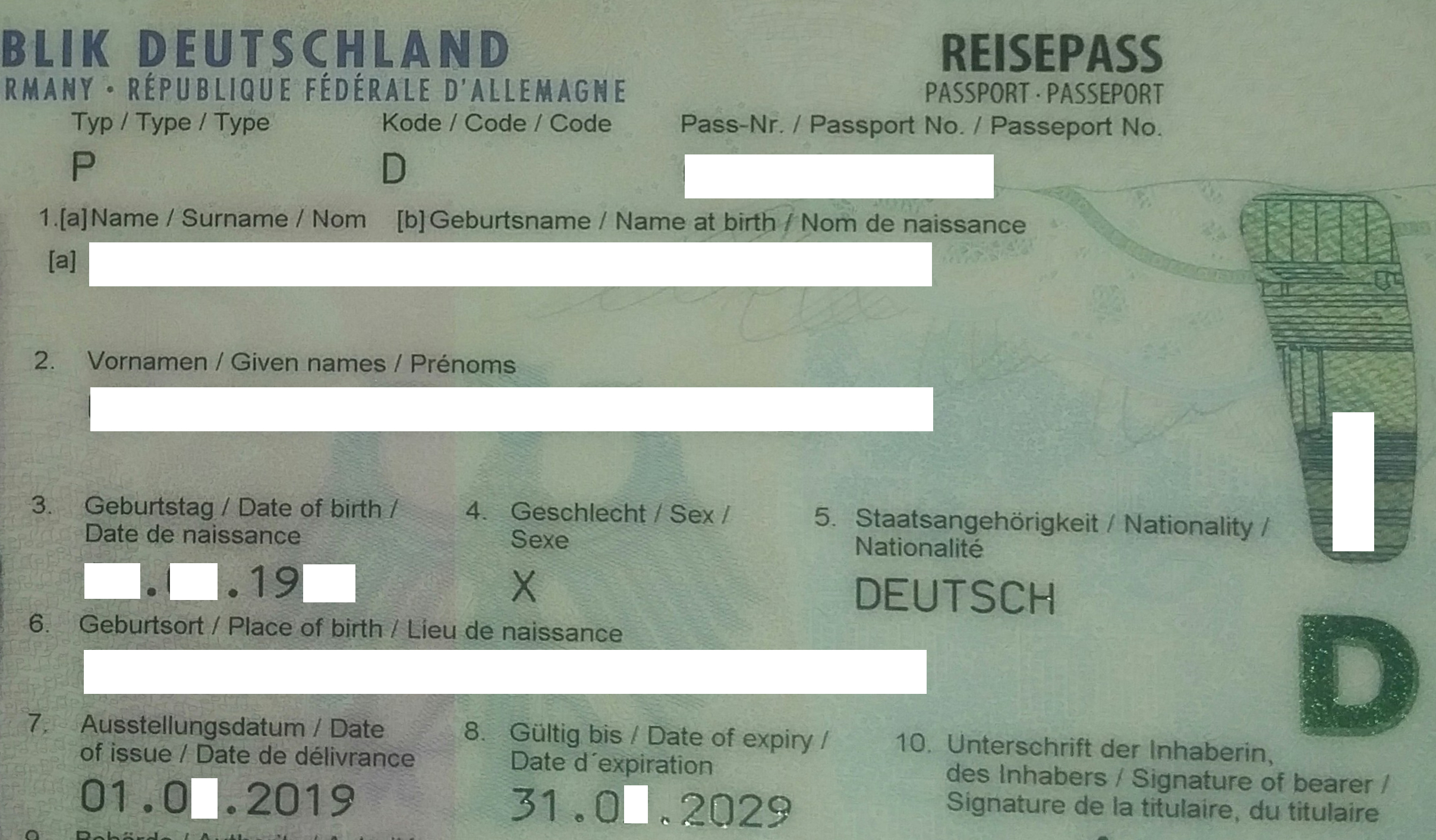
Passeport allemand indiquant le sexe « X ».

Dans certains pays, des personnes intersexes ou non binaires ont demandé la reconnaissance légale d'un troisième sexe, mais cela ne correspond pas à une revendication des associations trans et intersexes (définies à l'occasion du troisième Forum international intersexe en 2013) : celles-ci demandent plutôt l'enregistrement des enfants intersexes comme filles ou garçons, l'interdiction immédiate des mutilations des enfants intersexes, la mise en place de procédures simples de changement d'état civil, et, à terme, la suppression complète des catégories sexuées sur les documents d’identité,,, .
Parmi les pays qui ont accédé à la demande de reconnaissance légale d'un troisième sexe ou d'une identité non binaire figurent l'Argentine, les Pays-Bas (cas particulier d'un requérant intersexe),, l'Australie (sans condition médicale), l'Allemagne (avec condition médicale),,,, le Canada (sans condition médicale), l'Islande, le Népal (sans condition médicale),, le Pakistan, l'Inde, l'Indonésie, l'Afrique du Sud, Malte, l'Argentine (sans condition médicale), le Danemark, la province de l'Ontario, la ville de New York, l'Utah, la Californie, et l'Oregon,,, le Chili, le Mexique.
Les résultats d'une consultation menée en Écosse en 2018 montrent qu'une majorité des voix exprimées sont en faveur de la reconnaissance d'un genre non binaire. En 2021, un tribunal suisse (canton d'Argovie) reconnaît légalement l'existence d'un genre non binaire,. Un troisième marqueur de genre, X, est possible sur les passeports américains,.
En France, la Cour de cassation s'y est opposée en 2017,,,, mais d'après Libération, un requérant veut solliciter à ce sujet la Cour européenne des droits de l'homme. Les anciens modèles de carte d'identité française (jusqu'en 1980) et de passeports français (le modèle bleu plastifié) ne mentionnaient pas le sexe. La carte d’identité allemande ne mentionne pas de sexe, et les Pays-Bas prévoient d'adopter la même règle « à partir de 2024/2025 »,. Le sexe reste cependant écrit sur le passeport communautaire, cette mention ayant été rendue obligatoire en 1977 par le Conseil de l'Europe,,.
En janvier 2021, la Cour supérieure du Québec invalide cinq articles du code civil du Québec — dont trois « violent la dignité et le droit à l’égalité » des personnes non binaires — facilitant ainsi une transition à l'état civil et celui-ci doit proposer d'autres options que « femme » ou « homme ». De plus, une lettre médicale n'est plus nécessaire pour les personnes mineures pour valider un changement à l'état civil.

### Suppression de la mention du genre à l'état civil
Certains pays envisagent de supprimer la mention du genre à l'état civil. C'est le cas des Pays-Bas. Après avoir envisagé la mention d'un troisième genre sur la carte d'identité, la Belgique décide d'y supprimer la mention du genre, bien que celle-ci demeure au sein du registre national.

### Autres initiatives
Des écoles américaines incluent une option de genre « non binaire » dans leurs formulaires d'inscription. Des compagnies américaines proposent à leurs passagers de cocher « non précisé » (unspecified) ou « confidentiel » (undisclosed) au lieu de « Monsieur » ou « Madame » sur les billets d’avion,.

## Activisme non binaire

### Culture et symboles non binaires

#### Drapeau de la fierté non binaire

Drapeau non binaire.

Le drapeau de la fierté non binaire a été créé par Kye Rowan en février 2014, après un appel lancé par plusieurs membres de la communauté non binaire demandant un drapeau de la fierté qui représenterait les personnes non binaires ne s'identifiant pas au drapeau genderqueer. L'intention était que ce drapeau coexiste avec celui de la fierté genderqueer plutôt qu'il le remplace.
Le drapeau est composé de quatre bandes de couleur (de haut en bas) jaune, blanc, violet et noir :
- le jaune représente les personnes dont le genre existe en dehors du cadre binaire ;
- le blanc représente les personnes qui s'identifient à plusieurs ou à tous les genres ;
- le violet représente les personnes se situant entre le genre masculin et le genre féminin ;
- le noir représente les personnes sans genre ou de genre neutre.

#### Célébration
Le 14 juillet a été choisi pour être la journée internationale de la visibilité non binaire,,.